# L'Éternelle

L'Éternelle est un film français réalisé et produit par Patrick Mimouni en 1989, d’après une histoire vraie, rapportée par Frédéric Vitoux.

## Synopsis
Dans le sud de la France dans les années 1950-1960, Daniel Désiré, l’Homme à la jupe écossaise,  atteint d’un cancer au cerveau et se croyant perdu,  constitue une garde-robe à sa petite-fille pour l’habiller jusqu’à sa majorité, par un acte de démence et d’amour. Or c’est l’enfant qui meurt, alors que son cancer disparaît, miraculeusement guéri. Et c’est en portant ces jupes qu’il la fait revivre à travers lui.

## Fiche technique
- Réalisation : Patrick Mimouni
- Genre : moyen métrage
- Format : 16 mm couleur - 1,33:1
- Scénario, adaptation et dialogues : Patrick Mimouni, d’après la nouvelle originale de Frédéric Vitoux L’Homme à la jupe écossaise[1], extraite de Riviera (Le Seuil 1986)
- Casting : Anne Singer
- Image : Florent Montcouquiol
- Décors et costumes : Patrick Mimouni
- Son : Rémy Attal, Gérard Rousseau
- Montage : Patrick Mimouni
- Production exécutive : Bruno Anthony de Trigance
- Produit par Les films du Labyrinthe, avec le concours du CNC et d’Antenne 2
- Durée : 32 min
- Date de sortie : 1989
- Visa : 67923

## Distribution
- Serge Giamberardino : Daniel
- Madeleine Assas : Félicie

## Distinctions
- Prix de Qualité du CNC en 1989
- Prix spécial du Jury au festival du court-métrage de Brest en 1990[2]